# حمدان بن محمد آل مکتوم
حمدان بن محمد بن راشد آل مکتوم (زاده ۱۴ نوامبر ۱۹۸۲) ولیعهد حکومت شهر دبی و وزیر دفاع در کشور امارات متحده عربی است. وی فرزند  محمد بن راشد آل مکتوم، نخست‌وزیر کشور امارات متحده عربی و حاکم دبی است

## اوایل زندگی و تحصیلات
حمدان بن محمد بن راشد آل مکتوم پسر  محمد بن راشد و شیخه هند بن مکتوم بن جمعه آل مکتوم همسر اول محمد بن راشد است. او دومین پسر از ۱۲ فرزندان و چهارمین فرزند آنها است. برادر بزرگتر حمدان راشد بن محمد است.
حمدان بن محمد آل مکتوم تحصیلاتش را در مدرسه پسرانه راشد و سپس مدرسه دولتی دبی گذراند. او تحصیلاتش را در لندن ادامه داد و از سندهرست و بعد آن از مدرسه اقتصاد لندن فارغ‌التحصیل شد. در مصاحبه اش با Vision بیان کرد که چگونه سندهرست به او اهمیت انضباط شخصی، تعهد، فضیلت، مسئولیت پذیری، استقامت، درک، کار گروهی، دوستی و فواید سخت کوشی را آموخت.

## نقش و موقعیت
حمدان در سپتامبر ۲۰۰۶ به عنوان رئیس شورای اجرایی دبی منصوب شد. در ۱ فوریه ۲۰۰۸ او به عنوان ولیعهد دبی نامیده شد. در این مقام او به عنوان یک شخص کلیدی همانند یک اقتصاددان جهانی و سرمایه‌دار مهم در صندوق تأمینی HN Capital LLP منصوب شد. در ژوئیه ۲۰۰۹ او رئیس عالی Hamdan bin Mohammed e-university شد. او همچنین از طرف محمد بن راشد مسئول ایجاد کارآفرینی جوانان و ریاست شورای ورزش دبی و مرکز اوتیسم دبی شد.
وقتی که حق برگزاری اکسپو ۲۰۲۰ جهانی به دبی اهدا شد، او نماینده دبی بود. او همچنین چند روز بعد از برنده شدن اکسپو ۲۰۲۰ به بالاترین طبقه برج خلیفه رفت تا پرچم امارات متحده عربی را به اهتزاز درآورد.
او مؤسس مرکز جایزه بین‌المللی عکاسی حمدان(Hamdan International Photography Award)بود که در ۲۰۱۱ راه اندازی شد.

## زندگی شخصی
حمدان بن محمد آل مکتوم سوارکار و غواص و یک چترباز نیمه حرفه‌ای است. او همچنین به خاطر شعرهایش شناخته می‌شود که اساساً رومانتیک، وطن پرستانه و دربارهٔ خانواده اش است. او شعرهایش را تحت نام فزاع منتشر می‌کند.
فزّاع بر وزن فعّال و با ریشه " فـ ز ع " در زبان عربی از اسامی مبالغه و به معنی شخصی ست که از ناراحتی دیگران بسیار اندوهگین می‌شود و همواره در صدد کمک رسانی و حل مشکلات آنان است.
او نیز از شتر، اتومبیل و مسافرت لذت می‌برد. خانواده اش نقش مهمی را در Godolphin stables بازی می‌کند.
او همراه با برادرانش مکتوم و احمد درسال ۲۰۱۹ سه نفری با هم دریک مجتمع ازدواج کردند. حمدان باشیخه بنت سعید بن ثانی آل مکتوم ازدواج کردند و صاحب سه فرزند به نام‌های راشد، شیخه و محمد (هر کدام یک بچه) شدند.
صفحه اینستاگرام او شاهد میلیون‌ها دنبال کننده است که درآن از سفرها، تفریحات، شعرهایش و فرزندانش رونمایی می‌کند.
محبوبیت صفحه حمدان در فضای مجازی به گونه ای است که از چشمان بیشتر ساکنان امارات و افراد دیگر دور نمانده وبه عنوان نمادی از این کشور استفاده می‌شود.

## عنوان‌ها و افتخارات
- Sheikh Hamdan bin Mohammed Al Maktoum (۱۴ نوامبر ۱۹۸۲ – ۴ ژانویه ۲۰۰۶).
- His Excellency Sheikh Hamdan bin Mohammed Al Maktoum (۴ ژانویه ۲۰۰۶–۱ فوریه ۲۰۰۸).
- His Highness Sheikh Hamdan bin Mohammed Al Maktoum, Crown Prince of Dubai (۱ فوریه ۲۰۰۸ – present).

### افتخارات خارجی
- Knight Grand Cross of the Order of Civil Merit (Kingdom of Spain, 23/05/2008).